# قيادة العمليات المشتركة العراقية
قيادة العمليات المشتركة العراقية هي تعاون عدة مؤسسات عسكرية عراقية على إدارة وتنسيق العمليات العسكرية في العراق، ولها عدة فروع في المحافظات، وتأتمر بالأوامر المباشرة من القائد العام للقوات المسلحة، تأسست قيادة العمليات في سنة 2007م في عهد حكومة نوري المالكي حين تعاظمت سيطرة الميلشيات المسلحة متزامنة مع ارتفاع عمليات تنظيم القاعدة، وكان حينئذٍ القرار العسكري الوطني مشتتاً والاحتلال الأمريكي موجوداً، فكانت قيادة العمليات المشتركة توحيداً لإدارة أمن العاصمة، يُعيّن القائدُ العام للقوات المسلحة قائداً للعمليات ويُعيّن قائدُ العمليات معاونين اثنين له تابعَين إلى وزارتي الداخلية والدفاع، وكل قيادة مؤلفة من ثلاث فرق من وزارة الداخلية، وخمس فرق من الدفاع، بأفواجها وألويتها، وفي العراق تسع قيادات للعمليات، أبرزها قيادة عمليات بغداد، والأنبار، ونينوى، والبصرة والرافدين، وكركوك، وصلاح الدين.

## واجبتها
في سنة 16 أيلول سنة 2019م صدر بيان من ديوان الرئاسة محدداً مهام قيادة العمليات وذُكر فيه أن أعمالها ستكون «قيادة وإدارة العمليات المشتركة على المستوى الاستراتيجي والعملياتي باستخدام كل إمكانيات الدولة الأمنية والإشراف عليها وصدّ جميع التهديدات والمخاطر الداخلية والخارجية لتحقيق الأمن والاستقرار في عموم العراق حسب توجيه القائد العام للقوات المسلحة».

## القيادات
| اسم القيادة             | حدودها | قائدها الحالي          | صورة |
| ----------------------- | ------ | ---------------------- | ---- |
| قيادة عمليات بغداد      |        | الفريق الركن أحمد سليم |      |
| قيادة عمليات الأنبار    |        | محمود خلف الفلاحي،     |      |
| قيادة عمليات نينوى      |        |                        |      |
| قيادة عمليات البصرة     |        |                        |      |
| قيادة عمليات كركوك      |        | علي جاسم الفريجي       |      |
| قيادة عمليات صلاح الدين |        |                        |      |
| قيادة عمليات ديالى      |        |                        |      |